# Sander Kollaard
Sander Martijn Kollaard (Amstelveen, 1961) is een Nederlandse schrijver en Libris Literatuur Prijswinnaar. 

## Levensloop
Kollaard studeerde geschiedenis in Amsterdam. Sinds 2006 woont en werkt hij in een voormalige pastorie op het Zweedse platteland.
In 2014 werd hij laureaat van de Lucy B. en C.W. van der Hoogtprijs voor zijn debuut Onmiddellijke terugkeer van uw geliefde, een verhalenbundel. Zijn eerste roman Stadium IV werd Boek van de Maand bij De Wereld Draait Door. In 2020 werd hij met Uit het leven van een hond de laureaat van de Libris Literatuur Prijs. In 2021 volgde De Inktaap.